# Déportation des Juifs de Slovaquie en 1938
Du 4 au 7 novembre 1938, des milliers de Juifs sont déportés depuis la Slovaquie vers le no man's land entre les frontières slovaque et hongroise. Après le premier arbitrage de Vienne le 2 novembre, à l'issue duquel la Hongrie gagne de nouveaux territoires, les Juifs slovaques sont accusés de peser en faveur de la Hongrie dans le litige. Avec l'appui d'Adolf Eichmann, les dirigeants du Parti populaire slovaque planifient la déportation, qui est exécutée par la police locale et la garde Hlinka. En raison d'ordres contradictoires, qui ordonnent de cibler tantôt les Juifs démunis, tantôt ceux qui ne possèdent pas la nationalité slovaque, un grand désordre préside à l'opération.
Beaucoup des déportés sont parvenus à rentrer chez eux quelques jours plus tard, mais plus de 800 sont abandonnés dans des camps de tentes près de Miloslavov (Annamajor), Veľký Kýr (Nyitranagykér) et Šamorín (Somorja), dans le no man's land, pendant des mois ; certains groupes y sont confinés jusqu'à janvier ou février 1939. D'autres Juifs, par centaines, sont déportés depuis la Hongrie vers le no man's land. Pendant leur déportation, les victimes subissent le climat d'hiver dans des abris sommaires, voire sans abri, malgré l'aide apportée par les associations juives de Bratislava. Pour les dirigeants du Parti populaire slovaque, ces déportations représentent un fiasco car elles sapent la réputation du pays à l'étranger et entraînent la fuite des capitaux détenus de la part de Juifs souhaitant émigrer ; néanmoins, l'opération est aussi un prélude aux déportations de 1942 (en) vers les ghettos et les centres d'extermination en Pologne sous occupation nazie.